# Колин (окръг)
Окръг Колин (на чешки: Okres Kolín) се намира в Средночешки край, Чехия. Площта му е 743,57 km2, а населението му – 98 815 души (2016). Административен център е едноименният град Колин. В окръга има 89 населени места, от които 6 града и 3 града без право на самоуправление. Код по LAU-1 – CZ0204.

## География
Разположен е в източната част на края. Граничи с окръзите Кутна Хора, Нимбурк и Прага-изток на Средночешкия край, а на изток – с окръзите Храдец Кралове на Краловохрадецкия край и Пардубице на Пардубицкия край.

## Градове и население
По данни за 2009 г.:
| Град           | Население |
| -------------- | --------- |
| Колин          | 31 564    |
| Чески Брод     | 7047      |
| Печки          | 4469      |
| Тинец над Лаба | 2029      |
| Коуржим        | 1830      |
| Засмуки        | 1807      |

| Общо           | Жени             | Мъже             |
| -------------- | ---------------- | ---------------- |
| 96 116 (100 %) | 48 394 (50,35 %) | 47 722 (49,65 %) |

До 2007 г. град Костелец над Черними Леси също е част от окръг Колин, а след това влиза в окръг Прага-изток.

## Образование
По данни от 2003 г.:
| Вид училище                         | Брой училища |
| ----------------------------------- | ------------ |
| Детски градини                      | 59           |
| Начални училища                     | 39           |
| Гимназии                            | 2            |
| Средни училища и промишлени училища | 10           |
| Средни професионални училища        | 4            |
| Висши професионални училища         | 1            |

## Здравеопазване
По данни от 2003 г.:
| Лекари                                      | 329 |
| Болници                                     | 3   |
| Специализирани заведения за лечение и отдих | 1   |
| Зъболекари                                  | 44  |
| Аптеки                                      | 17  |

## Транспорт
На две места в окръга навлиза магистрала D11. През него преминава част от първокласните пътища (пътища от клас I) I/2, I/12 и I/38. Пътища от клас II в окръга са: II/108, II/113, II/125, II/245, II/272, II/330, II/322, II/327, II/328, II/329 a II/334.